# Пакито Гарсија
Франциско Гарсија Гомез (Овиједо, 14. фебруар 1938 — 21. август 2024), познатији као Пакито, био је шпански фудбалски везни и тренер.
Пакито је одиграо 9 утакмица за Шпанију за коју је дебитовао 1. новембра 1962. у победи од 6:0 против Румуније током квалификација за Куп Европских Нација 1964.